# Группа Гималии
Группа Гималии — группа спутников Юпитера, обращающихся по близким орбитам и, возможно, имеющих общее происхождение. Название группы взято по названию крупнейшего объекта в группе.

## Состав группы
В группу входят следующие спутники Юпитера:
- Гималия — крупнейший спутник группы.
- Леда
- Лиситея
- Элара

В конце 2000 года был обнаружен ещё один спутник Дия, который тоже можно отнести к этой группе.

## Характеристики группы
Указанные спутники объединяют параметры орбит: направление движения, наклонение орбиты, размеры, эксцентриситет.
| Спутник | Движение | Наклонение орбиты к эклиптике | Большая полуось, млн. км. | Эксцентриситет |
| ------- | -------- | ----------------------------- | ------------------------- | -------------- |
| Гималия | Прямое   | 27,5°                         | 11,45                     | 0,15           |
| Леда    | Прямое   | 27,5°                         | 11,19                     | 0,17           |
| Лиситея | Прямое   | 28,3°                         | 11,74                     | 0,13           |
| Элара   | Прямое   | 26,6°                         | 11,78                     | 0,19           |
| Дия     | Прямое   | 28,6°                         | 12,57                     | 0,21           |
| Пандия  | Прямое   | 28,2°                         | 11,53                     | 0,18           |
| Эрса    | Прямое   | 30,6°                         | 11,48                     | 0,09           |